# Martina Ptáčková
Martina Ptáčková (* 14. června 1997) je česká kickboxerka.

## Život
Na Metropolitní univerzitě v Praze vystudovala diplomacii v oboru Mezinárodní vztahy a evropská studia a získala titul Mgr. Jako stážistka pracovala v Evropském parlamentu.
S bojovými sporty začala již v osmi letech, kdy ji rodiče přihlásili na cvičení s prvky bojových sportů. Na základní škole zažívala šikanu, v jejímž potlačení jí pomohly schopnosti z bojových umění. Její bratr Josef je zápasníkem v bojové technice „grappling“.
V roce 2024 byla Českou televizí představena jako jedna z osobností, které se zúčastní třinácté řady taneční soutěže StarDance. S tanečním partnerem Dominikem Vodičkou postoupila až do semifinále, tedy 9. kola.
Pracuje v poradním sboru Rada mladých prezidenta republiky. S bratrem Josefem jsou patroni Mezinárodní ceny vévody z Edinburgu. Je osminásobnou mistryní světa v bojových sportech (2024), hlavní jsou kickbox a hand to hand combat. Věnuje se i modelingu (předvádění svatebních šatů). S bratrem a otcem vedou školu bojových umění v Horních Počernicích.

## Sportovní úspěchy
- 5× mistryně světa v kickboxu
- 1× mistryně světa v hand to hand combat (údaj k 2019)[12]